# Appian Way Productions
La Appian Way Productions è una società di produzione cinematografica statunitense.

## Storia
Fondata nel 2001 dall'attore Leonardo DiCaprio, la Appian Way ha prodotto alcuni film vincitori o candidati all'Oscar quali The Aviator (2004), Le idi di marzo (2011), The Wolf of Wall Street (2013) e Revenant - Redivivo (2015). Nel 2020 la Appian Way ha firmato un accordo con la Sony Pictures.